# Oraal rehydratiemiddel

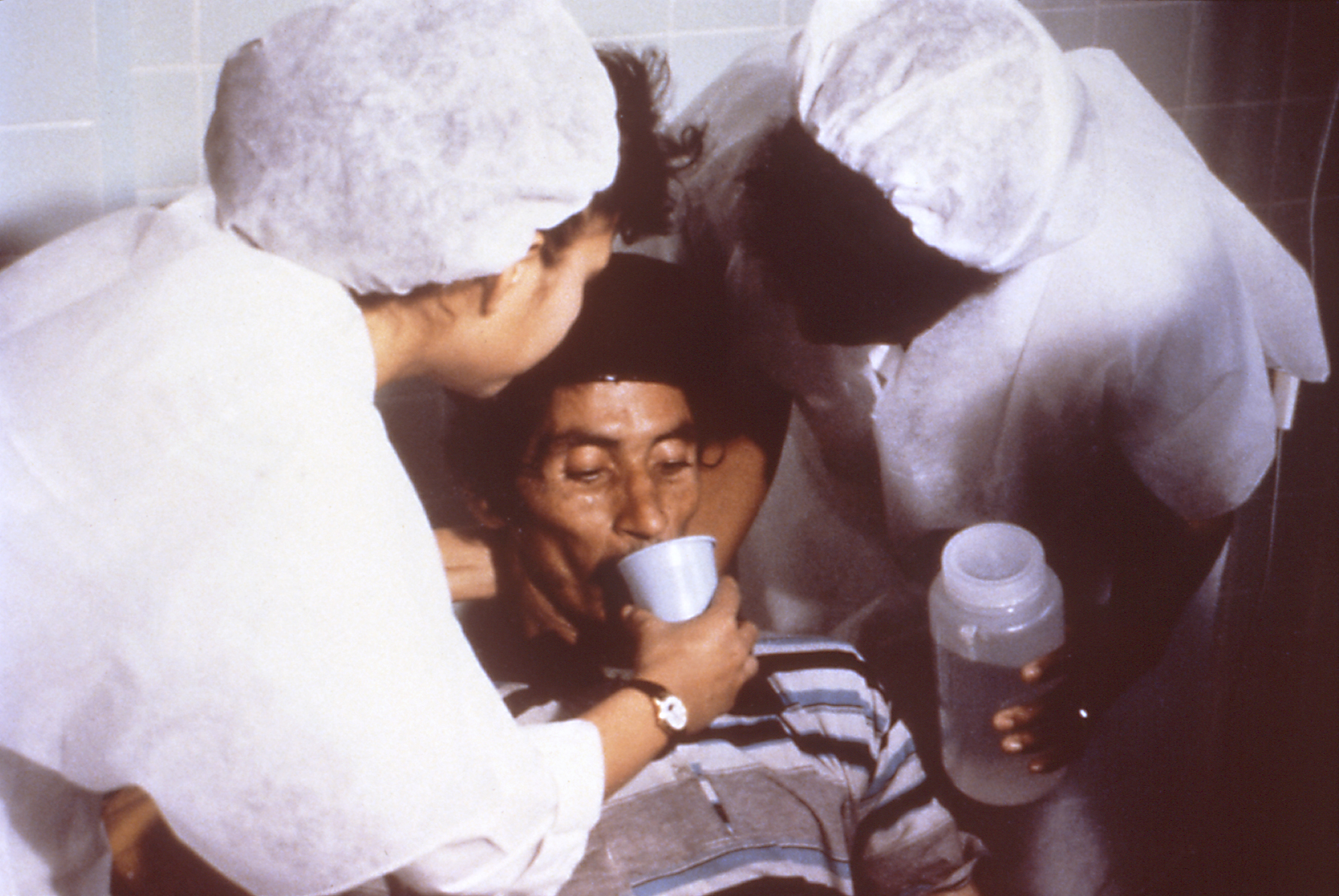
Een patiënt met cholera krijgt een oraal rehydratiemiddel toegediend

Een oraal rehydratiemiddel, ook wel rehydratievloeistof of oral rehydration solution-preparaat genoemd, afgekort ORS, is een vloeistof die oraal wordt toegediend om bij uitdroging van een patiënt de lichaamsvloeistoffen aan te vullen om zo de vocht- en de zoutbalans in het lichaam weer te herstellen. De vloeistof is een oplossing van zouten en suiker in water.
ORS wordt gebruikt in gevallen van ernstige diarree, al dan niet in combinatie met braken, waarbij het lichaam kan uitdrogen. Drinken van water zonder toevoegingen blijkt geen effect te hebben. Juist door de toegevoegde zout en suikers wordt het water opgenomen door het lichaam. De juiste concentraties zouten vergemakkelijken de opname van het water door de darmen doordat suiker en zout gezamenlijk worden opgenomen, waarbij water wordt meegetrokken. Zo zal het vochtgehalte in het lichaam toenemen.
Het middel is kant-en-klaar te koop bij de drogist of apotheek. Ook kan rehydratievloeistof worden gemaakt met kant-en-klare zakjes waarin naast keukenzout en suiker ook kaliumzout en bicarbonaat is toegevoegd die eveneens een rol spelen bij de zoutbalans en het vochtevenwicht.
De stof is opgenomen in de lijst van essentiële geneesmiddelen van de WHO.

## WHO/UNICEF definitie van ORS
| Ingrediënt                               | g/L  | mmol/L |
| ---------------------------------------- | ---- | ------ |
| natriumchloride (NaCl)                   | 2.6  | 45     |
| glucose, anhydraat (C6H12O6)             | 13.5 | 75     |
| kaliumchloride (KCl)                     | 1.5  | 20     |
| natriumcitraat, dihydraat Na3C6H5O7·2H2O | 2.9  | 10     |

In vergelijking met oudere recepturen is de glucoseconcentratie iets verlaagd. Bovendien wordt sinds 1984 het gebruik van natriumcitraat aanbevolen boven natriumwaterstofcarbonaat, om de stabiliteit van de oplossing in tropische gebieden te verhogen.

### Aanwijzingen voor gebruik
Als de ORS-oplossing langzaam met kleine slokjes tegelijk opgedronken wordt, is de opname in het lichaam het beste.
Aan baby's kan de ORS-oplossing om de paar minuten met kleine slokjes tegelijk gegeven worden, bijvoorbeeld met een lepeltje of met een speen.
Drink minstens anderhalve liter per dag om het verloren vocht aan te vullen. Een kind heeft minstens een liter water per dag nodig.

## ORS in de praktijk
| Ingrediënt                               | g/L  | mmol/L |
| ---------------------------------------- | ---- | ------ |
| natriumchloride (NaCl)                   | 2.0  | 35     |
| glucose, anhydraat (C6H12O6)             | 23.0 | 128    |
| kaliumchloride (KCl)                     | 1.75 | 28     |
| natriumcitraat, dihydraat Na3C6H5O7·2H2O | 3.35 | 12     |